# Драгутин Матић
Драгутин Матић, познат као Око соколово, (Калетинац, 10. јануар 1888 — Калетинац, 1. јануар 1970) најпознатији је српски војни извиђач. Учествовао је у свим борбама српске војске од 1910. године до краја Првог светског рата. Познат је по својој фотографији која је обишла свет и наводи се да је најпознатији српски војни извиђач. Аутор фотографије је Самсон Чернов.

## Биографија

### Детињство и младост, пре одласка у војску 1910. године
Рано је остао без мајке, а убрзо и и без оца. Имао је више старије браће и сестара. О њему се старао најстарији брат Ђорђе Ђора, због чега су га у селу звали Драгутин Ђорин. Његова фамилија је гајила коње, и он се научио вештини јахања, због чега је касније, када је служио војни рок, регрутован у коњицу. Није ишао у школу.
Оженио се Круном Ранђеловић из оближње Сопотнице, са којом је до 1910. изродио четворо деце — прво ћерку Кристину, после сина Ранђела и још две кћери.
Често је одлазио у печалбу — сезонски рад, као грађевинац.

### Војни рок и ратовање (1910—1919)
На одслужење војног рока отишао је 1910. у Београд и био је у касарни негде према Сењаку. Регрутован је као коњаник, а касније прекомандован у пешадију. Често је долазио у контакт са принцом Ђорђем Карађорђевићем, за кога је говорио да је шашаво храбар. Када је избио Први Балкански рат, још увек је био на одслужењу војног рока, и добровољно се пријавио за учешће у рату. Учествовао је у оба балканска рата и у њима показао велику храброст. Учествовао је у и Првом светском рату, у свим важнијим биткама. Био је на Церу, Колубари, повлачио се преко Албаније, био на Солунском фронту, учествовао у његовом пробоју, учествовао у ослобођењу Србије. Углавном је обављао извиђачке задатке. Свог рањеног друга Љубу Миленковића носио је неколико километара са Цера. Миленковић га је молио да га остави, али Матић га је ипак спасао, а Миленковић је касније лечен у болници у Нишу. После тога су били добри пријатељи. Драгутин Матић је једном рањен у Првом светском рату, на Груништу у јужној Македонији.

### После рата
Матић се вратио кући око Божића 1919. По повратку у родно село, вратио се својим свакодневним пословима. Бавио се земљорадњом, а ишао је и у печалбу радећи као циглар и ћерамиџија. Једно време био је чувар градилишта својих рођака Матића у Београду. Годину дана после доласка са Солунског фронта родило му се и пето дете — син Благоје. Између два светска рата био је и кмет у свом родном селу. Уживао је велико поштовање народа свога краја и биран је за општинског одборника. Његовим заузимањем изграђен је (тридесетих година) у Калетинцу, сеоски водовод који и данас служи.
Када је почела окупација Југославије у Другом светском рату, његова жена је узела његова војничка одликовања и још неке документе, и закопала их у песак поред оближње реке. Пошто је била сведок бугарских злочина у претходном рату, плашила се да би она могла бити опасна за Драгутина и његову породицу. Драгутин је 1965. године сазнао за фотографију на којој се налази. Те године је издата грамофонска плоча Марш на Дрину, са његовом сликом на предњој страни. Његови саборци су га одмах препознали. Костадинка Матић из Ниша, која је познавала Матића, купила је плочу и послала поштом у Калетинац, на његову адресу. Тако је Матић сазнао за чувену слику са његовим ликом која је обишла свет. Крајем децембра 1969. се разболео. Из војног гарнизона у Нишу на Суву Планину је послат војни хеликоптер са лекаром по њега. Међутим, лекар је закључио да Драгутин Матић не би издржао пут до болнице. Умро је два дана касније, 1. јануара 1970.
Спомен плоча са његовим ликом налази се од фебруара 2015. године на згради Дома војске Србије у Београду, где ју је за Дан државности открио председник Србије Томислав Николић.
Поводом 80-годишњице пробоја Солунског фронта, Драгутину је подигнут споменик испред зграде општине Гаџин Хан.
У селу Калетинац постоји његова кућа у моравском стилу која је обновљена и отворена за посетиоце.